# Сплав Ньютона
Сплав Нью́тона (англ. Newton's metal) — легкоплавкий сплав, що має такий ваговий склад компонентів:
- бісмут 50 %
- свинець 31,2 %
- станум 18,8 %,

або 8:5:3 частин, відповідно. Як неминучі металургійні домішки у сплаві можуть бути присутні срібло, стибій, арсен, інколи — залізо, сірка і магній. При використанні різної хімічної сировини можливими є сліди й інших хімічних елементів, зокрема, індію. При складанні формули даного припою керувалися міркуваннями його максимальної плинності у розплаві, при збереженні стабільності складу розплаву. Тому деякі виробники встановлюють жорсткіші допуски на наявність інших хімічних елементів. Особливо жорстко нормується граничний вміст стибію, арсену та сірки — елементів, що підвищують токсичність і крихкість зони паяного шва, сформованого з використанням даного матеріалу.
Цей сплав отримав ім'я Ісака Ньютона, який першим створив його у 1701 році.

## Властивості
Температура плавлення сплаву Ньютона становить 96…97 °C. Твердість за Бріннеллем становить 86 Н/мм², границя міцності при розтягу — 49 Н/мм².
Належить до категорії легкоплавких і м'яких припоїв, для яких є характерною стійкість до впливів навколишнього середовища та механічна міцність (у твердому стані). Сплав має добру плинність і дуже добре змочує поверхні матеріалів які потрібно з'єднати паянням.

## Використання
Галузі використання: медицина і стоматологія, зокрема, моделювання та прецизійне ливарство. Є безпечнішою (не містить кадмію) альтернативою до сплаву Ліповиця для виготовлення засобів захисту від опромінення у радіотерапії.
Сплав Ньютона також знайшов застосування у таких технічних сферах як вакуумна техніка, виробництво датчиків, термометрія. Він використовується в енергетиці, зокрема для виробництва різних рідиннометалевих теплоносіїв.
Відомий також інший легкоплавкий сплав, що містить свинець, бісмут і кадмій у ваговій пропорції 7:4:1 (свинець 58,33 %; бісмут 33,33 %; кадмій 8,34 %) з температурою плавлення 95 °C, який у деяких джерелах також називають сплавом Ньютона.